# Архипова, Татьяна Петровна
Татьяна Петровна Архипова (в девичестве Новикова) — советский партийный деятель.

## Биография
Родилась в 1931 году. Член КПСС.
С 1959 года — на хозяйственной, общественной и политической работе. В 1959—1990 гг. — секретарь Бауманского райкома ВЛКСМ города Москвы, ответственный работник, первый секретарь Бауманского райкома КПСС города Москвы, первый секретарь Октябрьского райкома КПСС города Москвы, заведующий отделом пропаганды Московского горкома КПСС, председатель комиссии партийного контроля при Московском горкоме КПСС.
Делегат XXIV, XXV, XXVI и XXVII съездов КПСС.
Умерла после 1990 года.